# Calathea incompta
Calathea incompta är en strimbladsväxtart som beskrevs av J.D.Kenn. Calathea incompta ingår i släktet Calathea och familjen strimbladsväxter. Inga underarter finns listade.